# Дитики-Самос
Дитики́-Са́мос (Западный Самос, греч. Δήμος Δυτικής Σάμου) — община (дим) в Греции на западе острова Самосе в Эгейском море в периферийной единице Самос в периферии Северные Эгейские острова. Население 12 464 жителей по переписи 2011 года. Площадь 187,58 квадратных километров. Плотность 66,45 человек на квадратный километр. Административный центр — Неон-Карловасион. Димархом на местных выборах 2019 года избран Александрос Лимберис (Αλέξανδρος Λυμπέρης).
Община создана 9 марта 2019 года (ΦΕΚ 43Α).
Община (дим) Дитики-Самос делится на 2 общинные единицы.